# Сен-Ка-ле-Гильдо
Сен-Ка-ле-Гильдо́[уточнить] (фр. Saint-Cast-le-Guildo, брет. Sant-Kast-ar-Gwildoù, галло Saent-Cast-le-Giledo) — коммуна во Франции, находится в регионе Бретань. Департамент — Кот-д’Армор. Входит в состав кантона Пленёф-Валь-Андре. Округ коммуны — Динан.
Код INSEE коммуны — 22282.

## География
Коммуна расположена приблизительно в 340 км к западу от Парижа, в 75 км северо-западнее Ренна, в 40 км к востоку от Сен-Бриё.
Коммуна расположена на берегу залива Сен-Мало.

## Население
Население коммуны на 2016 год составляло 3 351 человек.
| 1962 | 1968 | 1975 | 1982 | 1990 | 1999 | 2008 | 2016 |
| ---- | ---- | ---- | ---- | ---- | ---- | ---- | ---- |
| 2179 | 2227 | 3105 | 3165 | 3093 | 3187 | 3487 | 3351 |

## Администрация
| Период | Период | Фамилия       | Партия        | Примечания          |
| ------ | ------ | ------------- | ------------- | ------------------- |
| 1995   | 2008   | Анри Боде     | беспартийный  |                     |
| 2008   | 2014   | Жан Фернандес | Разные правые |                     |
| 2014   |        | Жозьян Аллори |               | банковский работник |

## Экономика
В 2007 году среди 1828 человек в трудоспособном возрасте (15—64 лет) 1155 были экономически активными, 673 — неактивными (показатель активности — 63,2 %, в 1999 году было 61,3 %). Из 1155 активных работали 1044 человека (556 мужчин и 488 женщин), безработных было 111 (43 мужчины и 68 женщин). Среди 673 неактивных 119 человек были учениками или студентами, 381 — пенсионерами, 173 были неактивными по другим причинам.

## Достопримечательности
- Руины галло-римских зданий. Исторический памятник с 1938 года[4]

## Фотогалерея

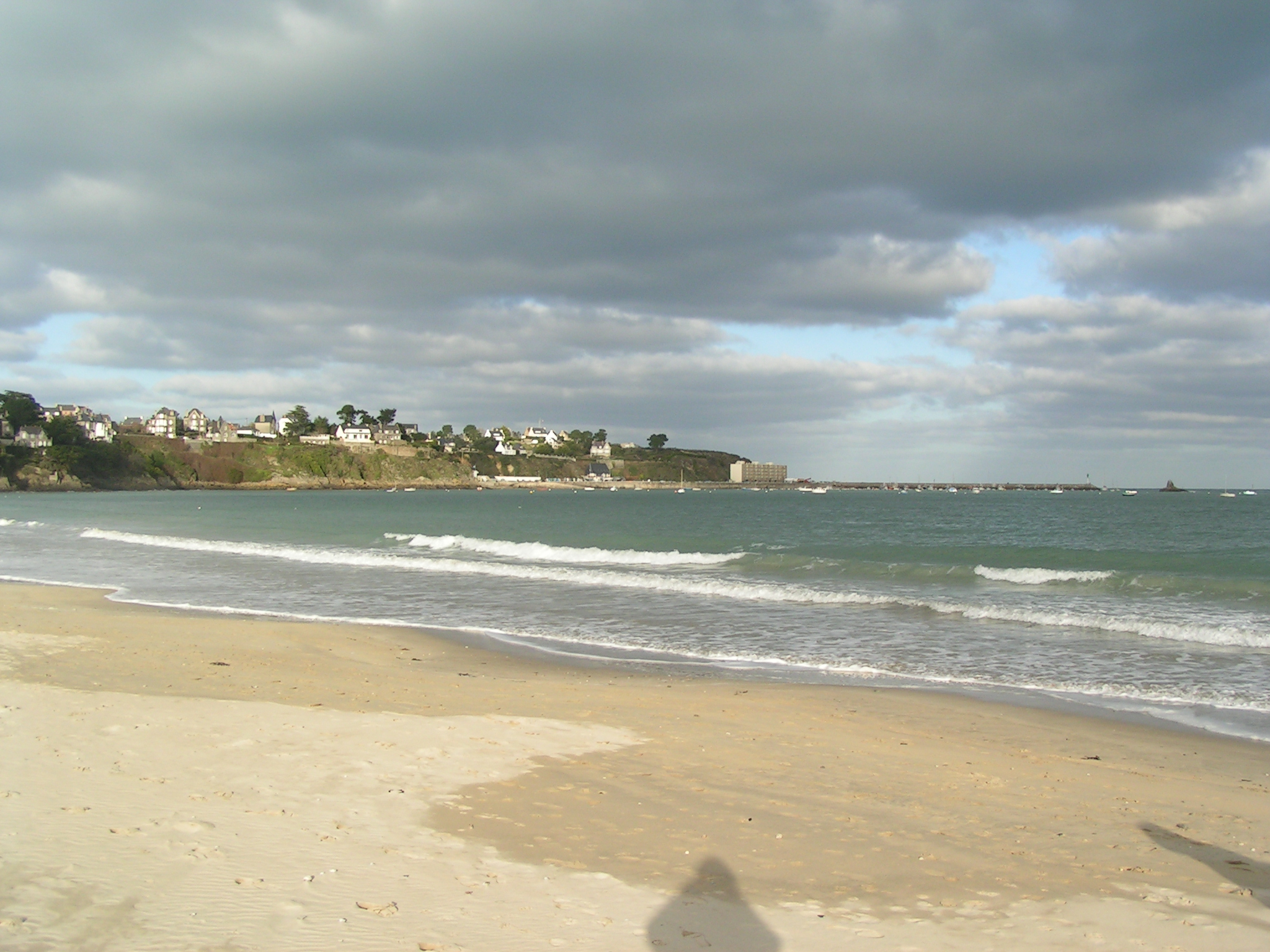
Пляж
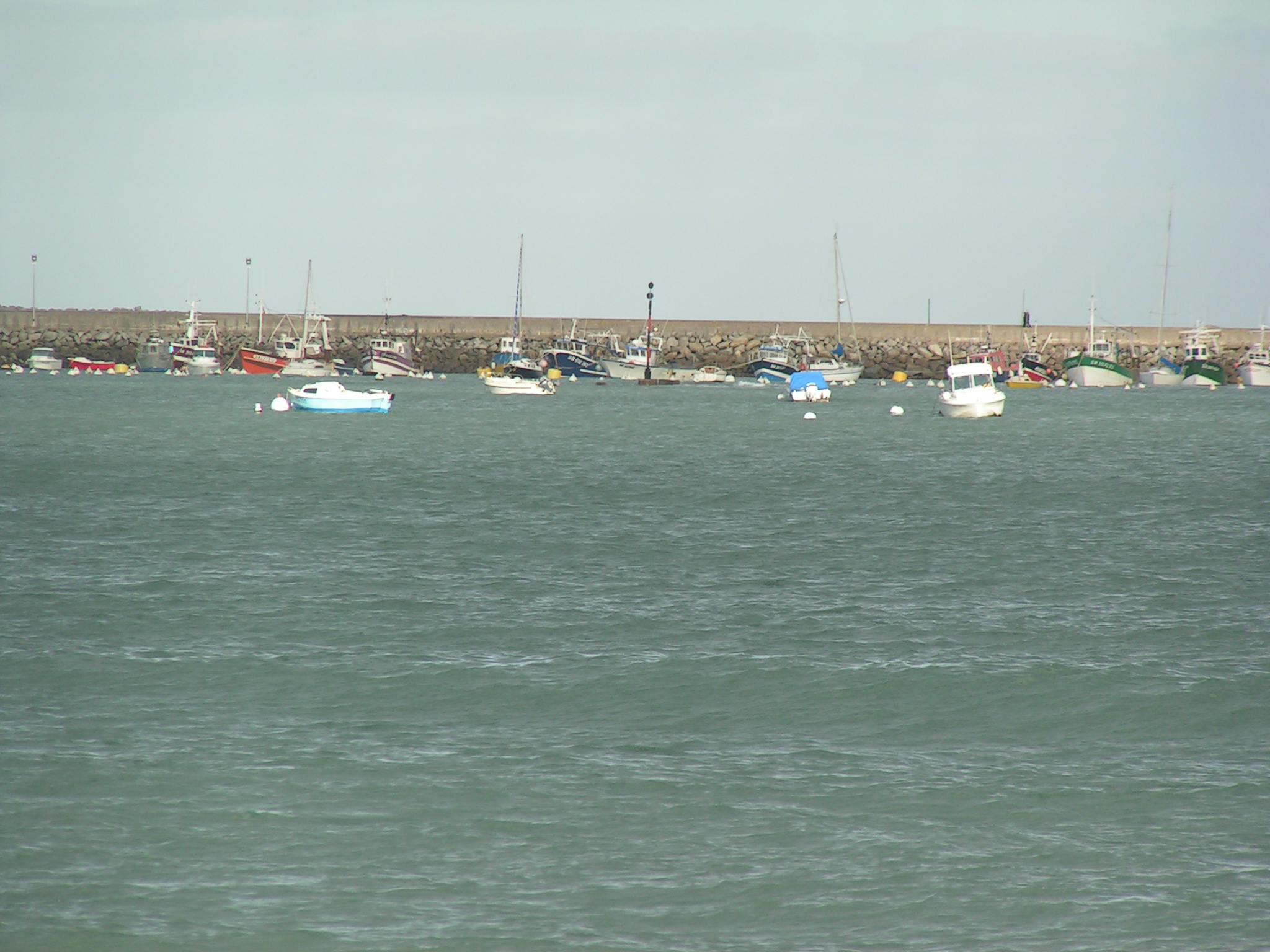
Порт
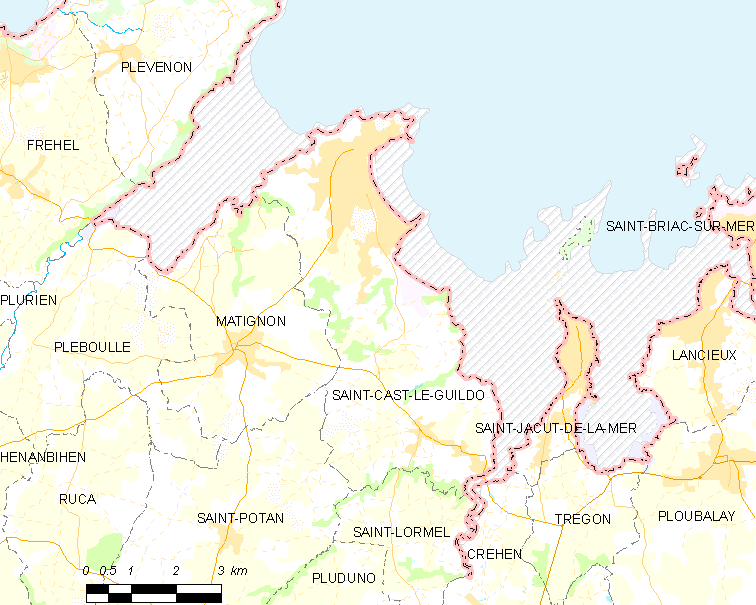
Карта коммуны